# Nekoř
Nekoř är en ort i Tjeckien.   Den ligger i regionen Pardubice, i den östra delen av landet, 150 km öster om huvudstaden Prag. Nekoř ligger 480 meter över havet och antalet invånare är 856.
Terrängen runt Nekoř är platt åt sydväst, men åt nordost är den kuperad. Runt Nekoř är det ganska glesbefolkat, med 43 invånare per kvadratkilometer. Närmaste större samhälle är Letohrad, 4,3 km sydväst om Nekoř. I omgivningarna runt Nekoř växer i huvudsak blandskog.